# Никулино (Любимский район)
Никулино — деревня в Любимском районе Ярославской области.
С точки зрения административно-территориального устройства относится к Осецкому сельскому округу. С точки зрения муниципального устройства входит в состав Осецкого сельского поселения.

## География
Расположена в 31 км на северо-запад от центра поселения деревни Рузбугино и в 47 км на юго-запад от райцентра города Любим.

## История
В 2 км от деревни в селе Предтеченском на Соти существовало две каменные церкви: летняя и зимняя. В летней было три престола: главный во имя Рождества Иоанна Предтечи, в правом приделе во имя Рождества Богородицы, в левом приделе во имя Св. Апостола Андрея Первозванного; в зимней два престола: главный во имя Рождества Христова и в правом приделе во имя Святителя Николая. Зимняя церковь была построена в 1782 году, а летняя в 1849 году – обе на средства прихожан и посторонних благотворителей. 
В конце XIX — начале XX века деревня Никулино и село Предтеченское входили в состав Осецкой волости (позже — в составе Ескинской волости) Любимского уезда Ярославской губернии.
С 1929 года деревня входила в состав Ескинского сельсовета Любимского района, с 1954 года — в составе Лисинского сельсовета, с 1957 года — в составе Филипповского сельсовета, с 2005 года — в составе Осецкого сельского поселения.

## Население
| 1859 | 1914 | 2002 | 2007 | 2010 |
| ---- | ---- | ---- | ---- | ---- |
| 26   | ↗46  | ↘8   | ↗9   | ↘7   |

## Достопримечательности
Близ деревни в урочище Предтеча расположены недействующие Церковь Рождества Христова (1782) и Церковь Рождества Иоанна Предтечи (1849).